# Yūki Satō (Fußballspieler)
Yūki Satō (japanisch 佐藤 悠希 Satō Yūki; * 13. Februar 1988 in der Präfektur Nara) ist ein japanischer Fußballspieler.

## Karriere
Satō erlernte das Fußballspielen in der Schulmannschaft der Nara Ikuei High School und der Universitätsmannschaft der Kansai-Universität. Seinen ersten Vertrag unterschrieb er 2012 beim AC Nagano Parceiro. Der Verein spielte in der dritthöchsten Liga des Landes, der Japan Football League. 2013 wurde er mit dem Verein Meister der Japan Football League und stieg in die J3 League auf. Für den Verein absolvierte er 207 Ligaspiele. 2019 wechselte er zum FC Kariya.